# Delphinium trolliifolium
Delphinium trolliifolium là một loài thực vật có hoa trong họ Mao lương. Loài này được A.Gray mô tả khoa học đầu tiên năm 1872.

## Hình ảnh

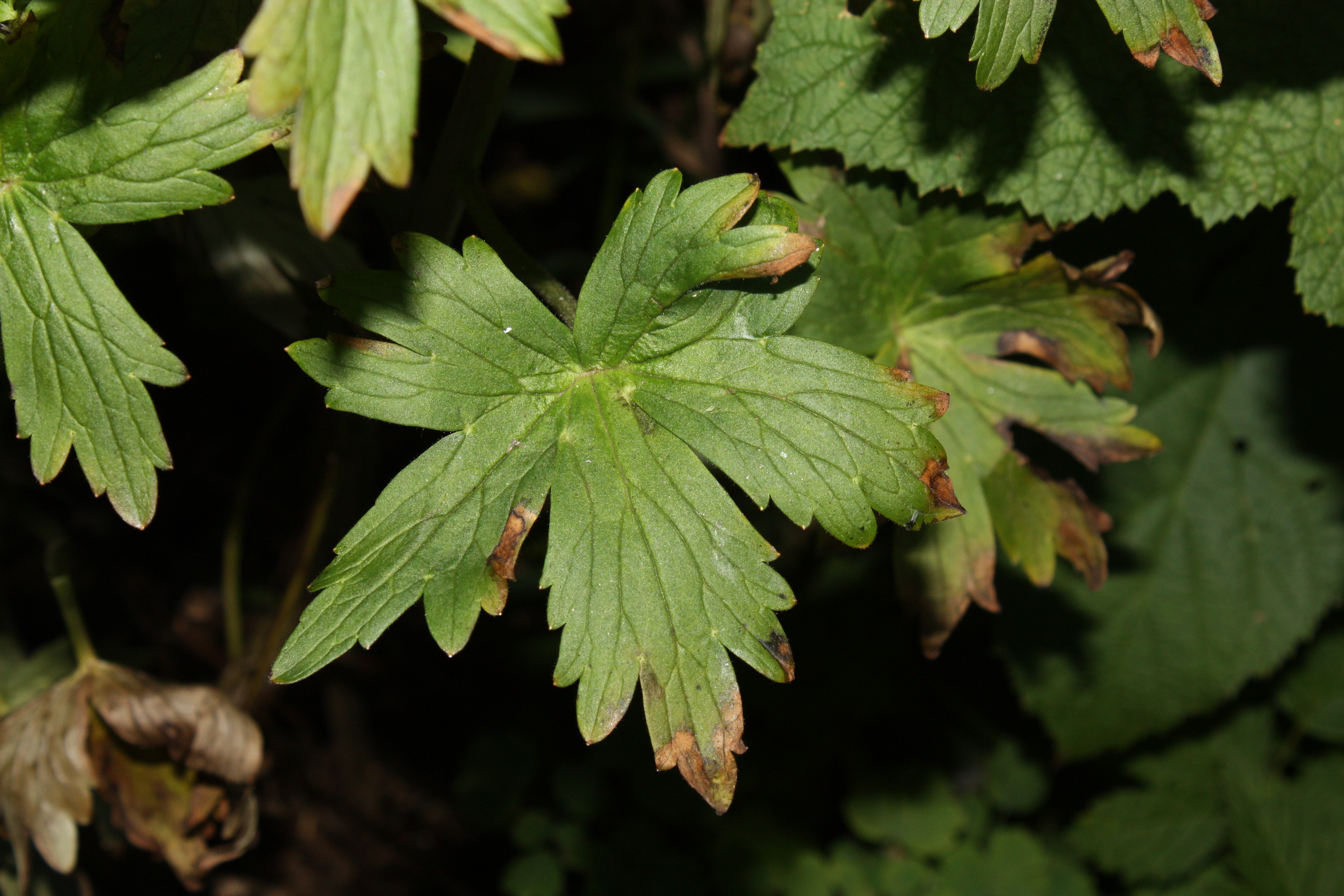